# William Lemke
Pour les articles homonymes, voir Lemke.
William Lemke (né le 13 août 1878, mort le 30 mai 1950) était un homme politique américain. Il fut notamment Attorney General du Dakota du Nord entre 1921 et 1922 puis fut élu à la Chambre des représentants des États-Unis en 1932, où il assura quatre mandats de deux ans, de 1933 à 1941. Au Congrès, il acquit la réputation d'un populiste progressiste, fervent partisan du New Deal et de la cause des fermiers, particulièrement exposés durant la Grande Dépression. Cependant, son projet de Frazier-Lemke Bill en 1936, qui proposait un refinancement pas le gouvernement des emprunts réalisés par les agriculteurs ne fut pas approuvé par Franklin D. Roosevelt. Il se présenta alors à l'élection présidentielle américaine de 1936 en tant que candidat de l'Union Party. La même année, il rejoignit le parti républicain, pour le compte duquel il fut élu à la Chambre des représentants des États-Unis de 1943 à 1950, l'année de sa mort.